# Ogler de Locedio
Ogler, (Trino, 1136 - Abbaye de Lucedio, 10 septembre 1214), (it) Ogliero, est un religieux italien de l'ordre des Cistercien reconnue bienheureux par le pape Pie IX en 1875.

## Biographie
Ogler est né en 1136 dans la ville Trino, probablement dans une famille aisée. Il est présent en 1248 lors du passage de Bernard de Clairvaux qui accompagnait le pape Eugène III lors d'un déplacement à Vercelli. Trois ans plus tard, il entre dans l'ordre cistercien.
Ogler va alors alterner études et travail dans sa vie monastique, comme le prévois sa règle. Il prononce ses vœux en 1153 et il est ordonné prêtre en 1161. Vers 1180 il devient le bras droit de l'abbé du monastère et il l'accompagne régulièrement dans ses nombreuses missions ecclésiastiques et civiles. Le pape Célestin III leur confie des missions de pacification de conflits entre des cités, et même pour régler des différents entre le roi de France Louis VII et l'empereur germanique. Son successeur Innocent III fera de même. Il leur demande aussi de mener des réformes dans certains monastères. Le pape Innocent III nomme Ogler comme prédicateur officiel de la Quatrième croisade dans sa région,,.
L'abbé Pierre II étant nommé évêque, c'est Ogler qui lui succède à la direction du monastère en 1205. Il est sollicité par diverses autorités politiques et religieuses pour continuer à mener des négociations et régler des conflits tant civile et politique que sur le plan religieux,,.
Plusieurs de ses écrits pastoraux nous sont parvenus, comme le « Tractatus in laudibus Sanctae Dei Genitrix » ou la « Expositio super Evangelium in Coena Domin ». Le premier écrit est adressé en particulier aux femmes consacrées. Il relate les gloires de la Vierge Marie à travers des passages de l'Évangile et il y défend son immunité contre le péché originel dès sa conception (qui deviendra plus tard le dogme de l'Immaculée Conception). Le second contient treize homélies sur l'Eucharistie, « pain de l'Esprit ». Ces écrits, initialement attribués à Bernard de Clairvaux, lui sont finalement réattribué en 1661, après étude, par le cardinal Giovanni Bona,,.
Devenu âgé, Ogler meurt le 10 septembre 1214 avec une réputation de saint dans la population.

## Notoriété et Culte

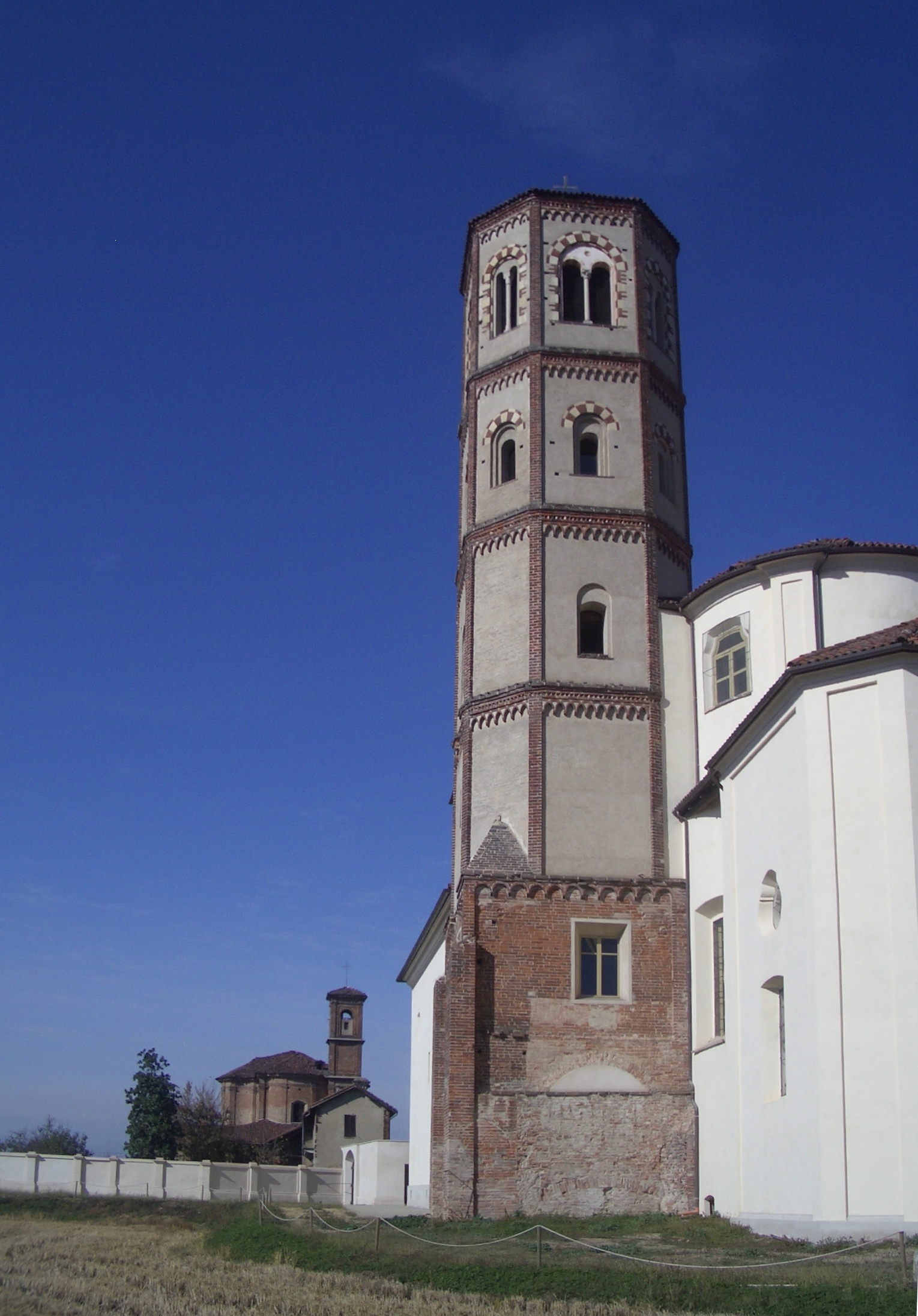
Le clocher du couvent, avec sa base carrée en bas et son plan octogonal en partie haute.

A sa mort en 1214, Ogler jouissait déjà d'une grande renommée de saint tant dans son ordre, qu'auprès de la population. Son corps est d'abord déposé dans le cloître du monastère, puis sous le maître-autel. En 1577 un autel lui est dédié. Le 2 septembre 1616, le monastère est saccagé par les soldats du duc de Savoie, mais ses reliques sont préservées. En 1786, les moines quittent leur monastère et emportent les reliques à Castelnuovo Scrivia. Les habitants de Trino récupérèrent les reliques de leur concitoyen le 9 septembre 1792 et elles sont définitivement placées dans l'église de la ville (it). L'abbaye de Lucedio est définitivement fermée en 1784. De l'édifice de l'époque, il ne subsiste que le magnifique clocher et quelques éléments du complexe monastique, bâtiments qui ont fait l'objet de plusieurs remaniements.
Le pape Pie IX confirme le culte du bienheureux le 8 avril 1875. Sa mémoire est célébrée dans l’Église catholique le 10 septembre,.
Le codex sur parchemin du XIIIe siècle contenant les écrits de l'abbé a été conservé dans l'abbaye de Staffarda, puis transmis à la bibliothèque royale de Turin puis remis en 1724, à la bibliothèque universitaire de la ville. Giovanni Andrea Irico entama cette année-là d'importantes études critiques de ses écrits.
L'iconographie religieuse a reprise un épisode célèbre de son hagiographie : Ogler, traversant une ville de Ligurie y aurait chassé des esprits maléfiques. Ainsi dans le martyrologe cistercien, il est considéré comme « la terreur des esprits impurs ». Il garde également la réputation d'un prédicateur inlassable et d'un de pacificateur.